# Делаграмматикас, Николаос
Николаос Делаграмматикас (греч. Νικόλαος Δελαγραμμάτικας; 1853, Халкида — 1938, Афины) — греческий высший офицер, принявший участие в Балканских войнах 1912—1913 годов.

## Биография
Делаграмматикас родился в городе Халкида в 1853 году и поступил на службу в греческую армию в качестве унтер-офицера. В 1878 году, в звании сержанта, принял участие в иррегулярной войне на османской территории в Эпире, затем — в пограничных конфликтах 1886 года, на этот раз в качестве второго лейтенанта. Во время греко-турецкой войны 1897 года он был капитаном, отличился в битве при Велестино, получив за храбрость повышение на поле боя.
С началом Первой Балканской войны командовал 7-м пехотным полком в составе армии Фессалии. После взятия македонской столицы, города Фессалоники возглавил смешанный десант в составе двух батальонов и отряда иррегулярных добровольцев при взятии острова Хиос, который он взял, несмотря на сильное сопротивление османского гарнизона. После взятия Хиоса, Делаграмматикас вместе со своими частями был переброшен в сектор Эпира, где возглавил одну из атакующих колонн при взятии Янины.
Впоследствии он служил в качестве командира 8-й, а затем 6-й пехотной дивизии, которую он возглавил во время Второй Балканской войны. Во время сражения в Кресненском ущелье против болгар, 6-я греческая дивизия под командованием полковника Делаграмматикаса вела в районе Ореново с 13 по 14 июля бой, который, по свидетельству участников, «был самым жестоким и кровавым из всех сражений, данных греческой армии в ходе Балканских войн». Эпицентром сражения стала высота 1738. Взятие высоты было возложено на 1-й гвардейский полк; с болгарской стороны в бой был брошен царский гвардейский полк. Сражение гвардейских полков привела к их взаимоуничтожению. Прибытие и атака 7-й греческой дивизии позволили опрокинуть позиции болгар.
Утром 15 Июля высота была занята вновь прибывшими войсками и остатками гвардейцев, без боя. Болгары ушли, отступив на север и открыв дорогу на Горну Джумаю, которая и была занята греческой армией на следующий день. Но 1-й гвардейский полк был практически уничтожен. За два дня боёв из 40 офицеров в строю осталось 9, были убиты 3 командира батальонов, все ротные были или убиты, или ранены. Потери полка в живой силе превысили 50 %.
После сражения в Кресненском ущелье в сентябре 1913 года Делаграмматикас получил звание генерал-лейтенанта. Примечательно, что бывший командир турецкого гарнизона острова Хиос, Зихни Бей, противостоявший Делаграмматикосу в 1912 году и пребывавший в плену в Аргостолионе, послал по этому случаю своему бывшему противнику поздравительную телеграмму, «вспоминая и ценя его мужество и военные способности». В 1914 году Делаграмматикас принял командование 13-й дивизии в Халкиде.
Делаграмматикас ушёл в отставку 16 декабря 1916 года, в звании генерал-лейтенанта. Умер в 1938 году и похоронен, согласно завещанию, в Халкиде. Его сын, Хараламбос Делаграмматикас (1876—1947), стал вице-адмиралом.